# Randy White (basket-ball)
Pour les articles homonymes, voir Randy White.
Randy White, né le 4 novembre 1967 à Shreveport en Louisiane, est un joueur américain de basket-ball. Il évoluait au poste d'ailier fort.